# Karekin II

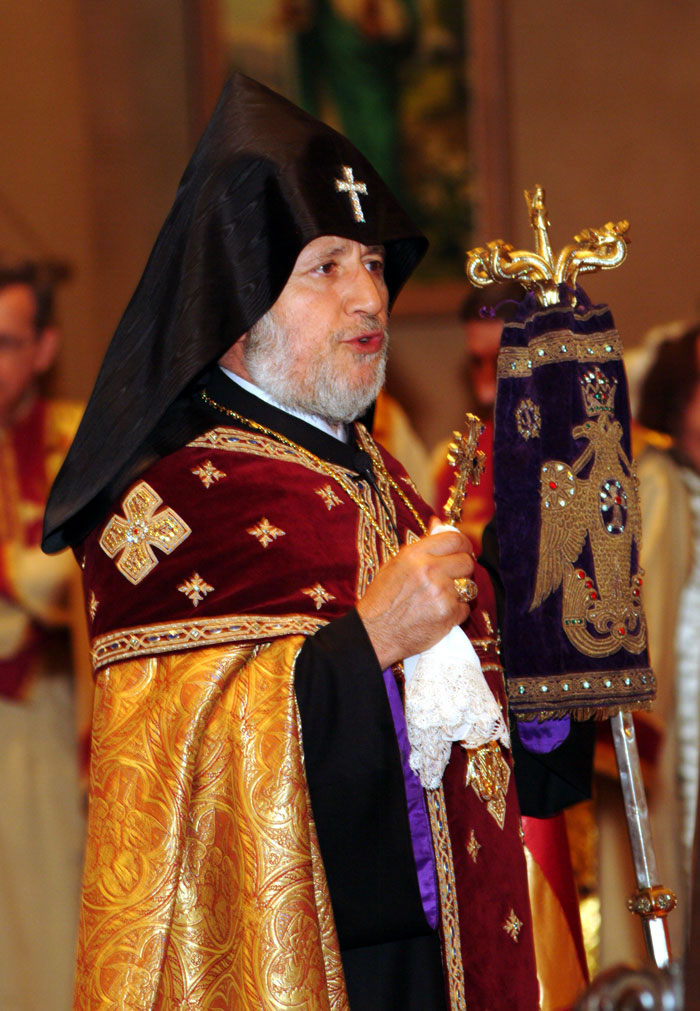
Katholikos Karekin II

Karekin II, eller Garegin II (armeniska: Գարեգին Բ), född som Ktritj Nersesian (Կտրիճ Ներսիսյան) den 21 augusti 1951 i Voskehat i Armenien, är katholikos av den heliga stolen av St. Etjmiadzin och alla armenier, Armeniska apostoliska kyrkans högste företrädare.
Karekin blev munk och prästvigdes 1972. Dåvarande katholikos uppmuntrade honom att studera utomlands, varför han fortföljde sin utbildning vid universitet i Wien, Bonn och Ryssland. 1982 konsekrerades han till biskop av Etjmiadzin, och nio år senare blev han ärkebiskop. Han hade sedan länge varit en framträdande person i Armenien, men denna ställning förstärktes ytterligare vid den svåra jordbävningen i Armenien 1988, då Karekin organiserade hjälparbetet och återuppbyggnaden. 
Han blev vald till att efterträda Karekin I som katholikos 1999.